# UCI Africa Tour 2019
El UCI Africa Tour 2019 fue la decimoquinta edición del calendario ciclístico internacional africano. Se inició el 26 de octubre de 2018 con el Tour de Faso y finalizó el 20 de octubre de 2019 en Camerún, con el Gran Premio de Chantal Biya.

## Equipos
Los equipos que podían participar en las diferentes carreras dependían de la categoría de las mismas. A mayor nivel de una carrera podían participar equipos de más nivel. Los equipos UCI WorldTeam, solo podían participar de las carreras .1 pero tenían cupo limitado para competir. 
| Categoría | Categoría                    | Equipos |
| --------- | ---------------------------- | --- |
| .1        | 1.1 (Carrera de un día)      | • ProTeam (max 50%) • Profesionales Continentales • Continentales • Selecciones nacionales                 |
| .1        | 2.1 (Carrera de varios días) | • ProTeam (max 50%) • Profesionales Continentales • Continentales • Selecciones nacionales                 |
| .2        | 1.2 (Carrera de un día)      | • Profesionales Continentales • Continentales • Selecciones nacionales • Selecciones regionales • Amateurs |

## Calendario
Las siguientes son las carreras que compusieron el calendario UCI Africa Tour aprobado por la UCI.
| UCI Africa Tour 2019           | UCI Africa Tour 2019 | UCI Africa Tour 2019                                | UCI Africa Tour 2019   | UCI Africa Tour 2019 |
| Fecha                          | País                 | Carrera                                             | Ganador                |                      |
| ------------------------------ | -------------------- | --------------------------------------------------- | ---------------------- | -------------------- |
| 26 de octubre – 4 de noviembre | Burkina Faso         | Tour de Faso                                        | Mathias Sorgho         |                      |
| 22 de nov                      | Eritrea              | Copa Africa CRI                                     | Sirak Tesfom           |                      |
| 25 de nov                      | Eritrea              | Copa Africa Ruta                                    | Sirak Tesfom           |                      |
| 21 – 27 de enero               | Gabón                | Tropicale Amissa Bongo                              | Niccolò Bonifazio      |                      |
| 24 de febrero – 3 de marzo     | Ruanda               | Tour de Ruanda                                      | Merhawi Kudus          |                      |
| 4 – 8 de marzo                 | Sudáfrica            | Tour de Buena Esperanza                             | Marc Pritzen           |                      |
| 22 – 26 de marzo               | Egipto               | Tour de Egipto                                      | Polychrónis Tzortzákis |                      |
| 5 – 14 de abril                | Marruecos            | Tour de Marruecos                                   | Laurent Évrard         |                      |
| 5 de may                       | Sudáfrica            | 100 Cycle Challenge                                 | Jayde Julius           |                      |
| 15 – 18 de mayo                | Sudáfrica            | Tour de Limpopo                                     | Samuele Battistella    |                      |
| 1 – 9 de junio                 | Camerún              | Tour de Camerún                                     | Radoslav Konstantinov  |                      |
| 17 de jun                      | Marruecos            | Les Challenges de la Marche Verte-GP Sakia El Hamra | Hermann Keller         |                      |
| 19 de jun                      | Marruecos            | Les Challenges de la Marche Verte-GP Oued Eddahab   | Jason Oosthuizen       |                      |
| 20 de jun                      | Marruecos            | Les Challenges de la Marche Verte-GP Al Massira     | Gustav Basson          |                      |
| 22 – 24 de junio               | Marruecos            | Challenge International du Sahara Marocain          | Gustav Basson          |                      |
| 22 de jul                      | Marruecos            | Challenge du Prince-Trophée Princier                | Jayde Julius           |                      |
| 24 de jul                      | Marruecos            | Challenge du Prince-Trophée de l'Anniversaire       | Youcef Reguigui        |                      |
| 25 de jul                      | Marruecos            | Challenge du Prince-Trophée de la Maison Royale     | Youcef Reguigui        |                      |
| 17 – 20 de octubre             | Camerún              | Gran Premio de Chantal Biya                         | Azzedine Lagab         |                      |

## Clasificaciones finales
Las clasificaciones finales fueron las siguientes:

### Individual
La integraron todos los ciclistas africanos que lograron puntos pudiendo pertenecer tanto a equipos amateurs como profesionales.
| Posición | Corredor                    | Equipo                     | Puntos |
| -------- | --------------------------- | -------------------------- | ------ |
| 1.º      | Daryl Impey                 | Mitchelton-Scott           | 1399   |
| 2.º      | Youcef Reguigui             | Terengganu Inc-TSG         | 921    |
| 3.º      | Ryan Gibbons                | Dimension Data             | 812    |
| 4.º      | Merhawi Kudus               | Astana                     | 636    |
| 5.º      | Sirak Tesfom                | Bike Aid                   | 438,5  |
| 6.º      | Azzedine Lagab              | VIB Sports                 | 332    |
| 7.º      | Reinardt Janse van Rensburg | Dimension Data             | 329    |
| 8.º      | Mekseb Debesay              | Bike Aid                   | 312,5  |
| 9.º      | Natnael Berhane             | Cofidis, Solutions Crédits | 298    |
| 10.º     | Stefan de Bod               | Dimension Data             | 248,67 |

| Posiciones 11.º al 20.º | Posiciones 11.º al 20.º | Posiciones 11.º al 20.º | Posiciones 11.º al 20.º |
| ----------------------- | ----------------------- | ----------------------- | ----------------------- |
| 11.º                    | Metkel Eyob             | Terengganu Inc-TSG      | 247                     |
| 12.º                    | Yacine Hamza            |                         | 226,33                  |
| 13.º                    | Jayde Julius            | ProTouch                | 221                     |
| 14.º                    | Yacob Debesay           |                         | 220,5                   |
| 15.º                    | Amanuel Ghebreigzabhier | Dimension Data          | 216                     |
| 16.º                    | Adil El Arbaoui         |                         | 209                     |
| 17.º                    | Henok Mulueberhan       |                         | 202                     |
| 18.º                    | Clint Hendricks         | ProTouch                | 196                     |
| 19.º                    | Nassim Saidi            | Sovac                   | 190                     |
| 20.º                    | Moise Mugisha           |                         | 176,25                  |

### Equipos
A partir de 2019 y debido a cambios reglamentarios, solo los equipos profesionales del continente, exceptuando los de categoría UCI ProTeam, entraron en esta clasificación. Se confeccionaron con la sumatoria de puntos que obtenía un equipo con los 10 corredores que más puntos habían obtenido, independientemente del continente en el que el ciclista los había conseguido.
| Posición | Equipo                      | Puntos |
| -------- | --------------------------- | ------ |
| 1.º      | ProTouch                    | 766    |
| 2.º      | Sovac                       | 497,66 |
| 3.º      | Benediction Excel Energy    | 308,75 |
| 4.º      | TEG                         | 280    |
| 5.º      | Guerciotti-Kiwi Atlántico   | 114    |
| 6.º      | BAI Sicasal Petro de Luanda | 60     |

### Países
Se confeccionó mediante los puntos de los 8 mejores ciclistas de un país, no solo los que lograron en este Circuito Continental, sino también los logrados en todos los circuitos. E incluso si un corredor de un país de este circuito, solo logró puntos en otro circuito (Europa, Asia, America, Oceanía), sus puntos iban a esta clasificación. Al igual que en la clasificación individual, los ciclistas podían pertenecer tanto a equipos amateurs como profesionales.
| Posición | País      | Puntos  |
| -------- | --------- | ------- |
| 1.º      | Sudáfrica | 3504,67 |
| 2.º      | Eritrea   | 2570,5  |
| 3.º      | Argelia   | 2019,33 |
| 4.º      | Marruecos | 902     |
| 5.º      | Ruanda    | 809     |

| Posiciones desde el 6.º hasta el 10.º | Posiciones desde el 6.º hasta el 10.º | Posiciones desde el 6.º hasta el 10.º |
| Posición                              | País                                  | Puntos                                |
| ------------------------------------- | ------------------------------------- | ------------------------------------- |
| 6.º                                   | Burkina Faso                          | 374                                   |
| 7.º                                   | Etiopía                               | 364                                   |
| 8.º                                   | Namibia                               | 301                                   |
| 9.º                                   | Túnez                                 | 197                                   |
| 10.º                                  | Angola                                | 89                                    |

### Países sub-23
| Posición | País      | Puntos |
| -------- | --------- | ------ |
| 1.º      | Eritrea   | 1159,5 |
| 2.º      | Marruecos | 704    |
| 3.º      | Ruanda    | 523,75 |
| 4.º      | Argelia   | 356,98 |
| 5.º      | Sudáfrica | 262    |

## Evolución de las clasificaciones
| Fecha            | Clasificación individual | Clasificación por equipos | Clasificación por países | Clasificación por países sub-23 |
| ---------------- | ------------------------ | ------------------------- | ------------------------ | ------------------------------- |
| 31 de enero      | Daryl Impey              | Sovac                     | Sudáfrica                | Eritrea                         |
| 28 de febrero    | Daryl Impey              | Sovac                     | Sudáfrica                | Eritrea                         |
| 31 de marzo      | Daryl Impey              | Benediction Excel Energy  | Sudáfrica                | Eritrea                         |
| 30 de abril      | Daryl Impey              | Benediction Excel Energy  | Sudáfrica                | Eritrea                         |
| 31 de mayo       | Daryl Impey              | Benediction Excel Energy  | Sudáfrica                | Eritrea                         |
| 30 de junio      | Daryl Impey              | ProTouch                  | Sudáfrica                | Eritrea                         |
| 31 de julio      | Daryl Impey              | ProTouch                  | Sudáfrica                | Eritrea                         |
| 31 de agosto     | Daryl Impey              | ProTouch                  | Sudáfrica                | Eritrea                         |
| 30 de septiembre | Daryl Impey              | ProTouch                  | Sudáfrica                | Eritrea                         |
| 22 de octubre    | Daryl Impey              | ProTouch                  | Sudáfrica                | Eritrea                         |
| Final            | Daryl Impey              | ProTouch                  | Sudáfrica                | Eritrea                         |